# NGC 567
NGC 567 ist eine linsenförmige Galaxie vom Hubble-Typ SB0 im Sternbild Walfisch südlich des Himmelsäquators. Sie ist schätzungsweise 314 Millionen Lichtjahre von der Milchstraße entfernt und hat einen Durchmesser von etwa 90.000 Lj.
Das Objekt wurde 1886 von dem US-amerikanischen Astronom Francis Preserved Leavenworth entdeckt.